# 심판자 (1976년 영화)
"심판자"는 1976년에 개봉한 대한민국의 영화이다.

## 캐스팅
- 신일룡
- 진성
- 장패산
- 홍성중
- 이예민
- 조덕성
- 조웅
- 진혜민
- 황사리
- 최형근
- 박부양
- 당위성
- 당천희
- 파산
- 홍금옥
- 도주곤
- 김기종
- 문창호
- 조춘
- 남춘일